# Diecezja Cristalândia
Diecezja Cristalândia (łac. Diœcesis Cristalandiensis) – diecezja Kościoła rzymskokatolickiego w Brazylii. Należy do metropolii Palmas  wchodzi w skład regionu kościelnego Centro-Oeste. Została erygowana jako prałatura terytorialna przez papieża Piusa XII bullą Ne quid filiis w dniu 26 marca 1956. 10 lipca 2019 podniesiona do rangi diecezji.